# Richard Dembo
Pour les articles homonymes, voir Dembo.
Richard Dembo, né le 24 mai 1948 à Paris 15e et mort le 10 novembre 2004 à Neuilly-sur-Seine, est un réalisateur et scénariste français.
C'est en réalisant son premier film en 1984, La Diagonale du fou, qu'il connaît le succès avec notamment l'obtention du César du meilleur premier film et l'Oscar du meilleur film étranger.

## Biographie
Né dans une famille juive originaire de l'Europe de l'Est, il pratiqua la religion juive orthodoxe.
Après avoir obtenu son baccalauréat option philosophie en 1964, Richard Dembo prépare l'IDHEC et est la même année assistant réalisateur auprès de Jean Schmidt pour trois courts-métrages, puis stagiaire à l'ORTF. Il poursuit son apprentissage avec Paulina s'en va (1969) d'André Téchiné ou encore avec Les Compagnons de Baal (1970) de Pierre Prévert. Il fonde la Quinzaine des réalisateurs, section parallèle du Festival de Cannes, avec Pierre-Henri Deleau et en devient le principal organisateur à partir de 1970. Il collabore à divers scénarios et devient assistant réalisateur en 1969.
Assistant pendant des années, Richard Dembo prend son envol en 1984 avec la sortie de son premier long métrage, La Diagonale du fou, salué par la critique. Après des années d'acharnement, il a enfin « l'impression de revivre » : ce film reçoit le grand prix de l'Académie nationale du cinéma, le prix Louis-Delluc, trois nominations aux Césars et une nomination aux Oscars pour le meilleur film étranger. C'est seulement huit ans plus tard qu'il réalise son deuxième film, L'Instinct de l'ange, librement inspiré de l'histoire de l'as des as français de la guerre de 1914-1918, Georges Guynemer.
Son dernier film, La Maison de Nina, est consacré aux problèmes de l'intégration d'un groupe d'enfants juifs rescapés des camps de concentration nazis dans un orphelinat en France.
Richard Dembo fut également metteur en scène, notamment pour l'Opéra de Paris (Les Contes d'Hoffman ; Madame Butterfly). En 2001, il publia un roman intitulé Diva Divina.
Le 10 novembre 2004, il meurt soudainement des suites d'une occlusion intestinale à Neuilly-sur-Seine. Il est enterré en Israël. Son ultime film, La Maison de Nina dont il n'avait pu finir le montage, sort en 2005.

## Filmographie

### Réalisateur et scénariste
- 1984 : La Diagonale du fou
- 1992 : L'Instinct de l'ange
- 2003 : La Carpe dans la baignoire uniquement à l'état de scénario non publié et non réalisé
- 2005 : La Maison de Nina

### Scénariste
- 1997 : Les Palmes de monsieur Schutz

## Livres
- L'Instinct de l'ange, éditions Verdier, 1992  (ISBN 2-86432-160-2)
- Le Jardin vu du Ciel, éditions Verdier, 2005  (ISBN 2-86432-436-9)

## Divers
Le DVD de La Diagonale du fou, édité en 2003 par les Éditions Montparnasse, fut intégralement conçu par une équipe d'étudiants de l'Institut international du multimédia (IIM) dirigée par Eric Axelson. Richard Dembo était alors professeur de scénario et de synopsis à l'Institut.